# Catoria halo
Catoria halo là một loài bướm đêm trong họ Geometridae.